# بستر رودخانه

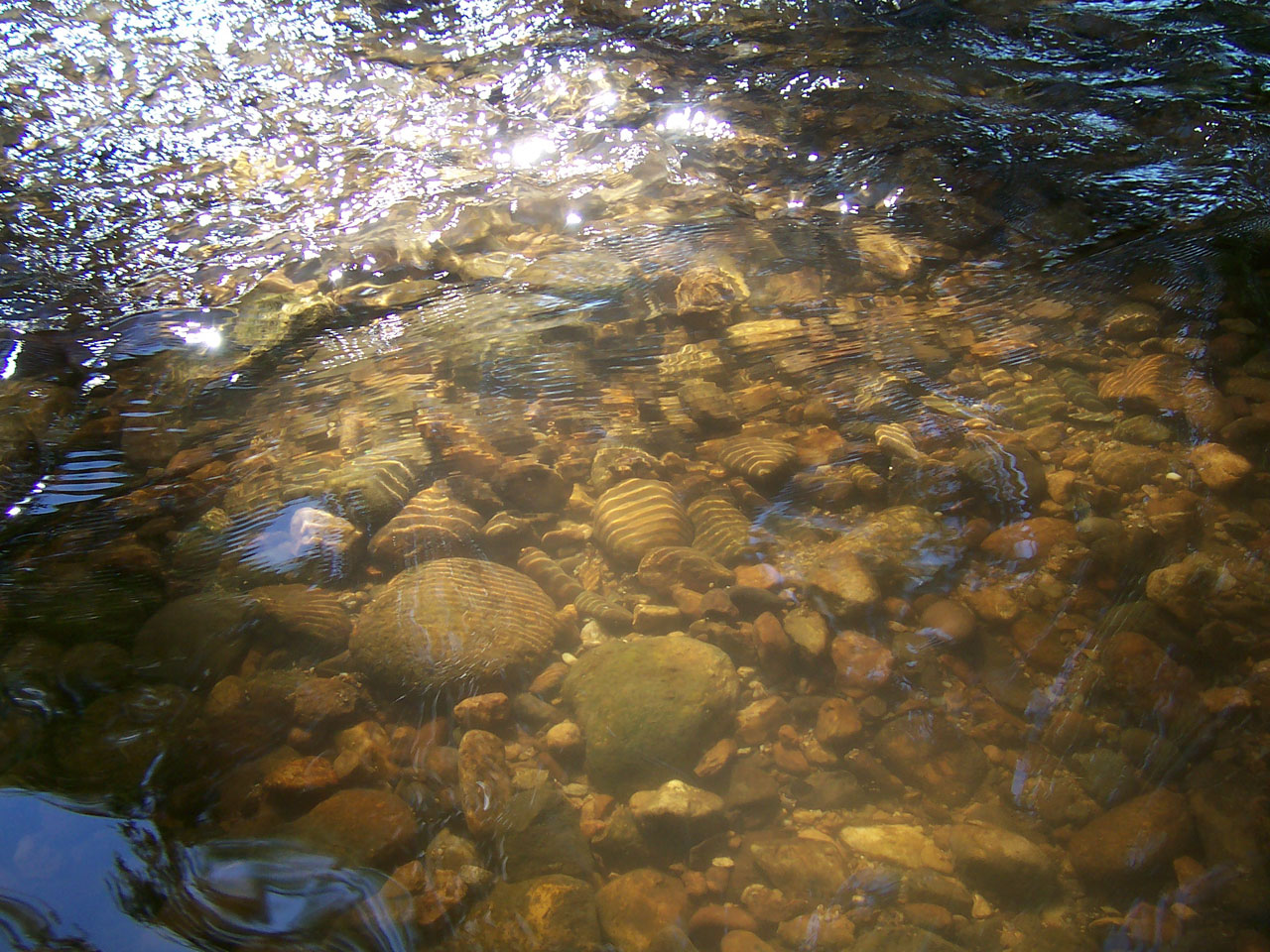
بستر رود پوشیده با سنگ

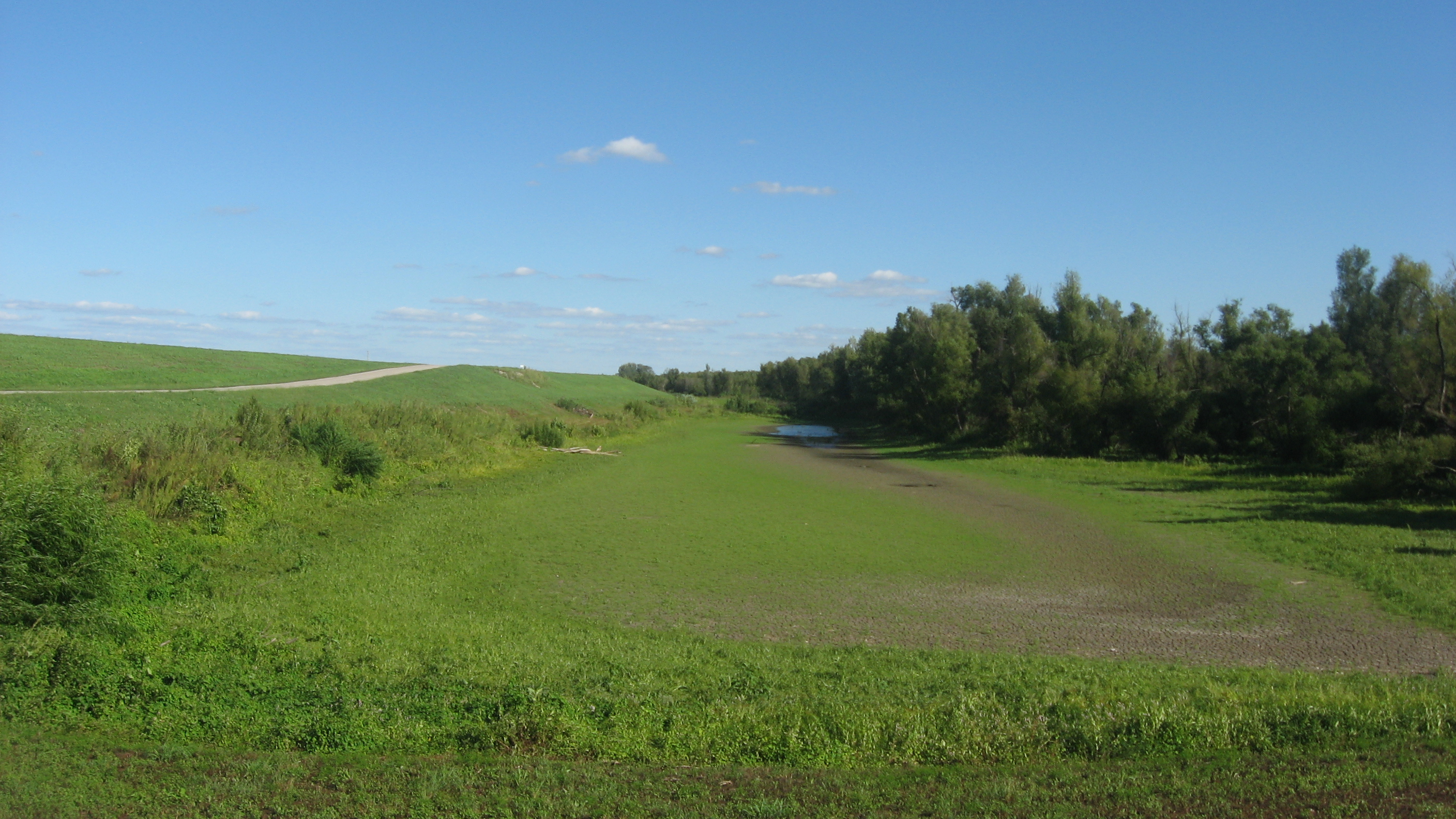
بستر قدیمی رودخانه می‌سی‌سی‌پی در نزدیکی کاس‌کاسکیا، ایلینویز، پس از جابجایی رودخانه پشت سر گذاشته شد.

بستر رودخانه (به انگلیسی: River bed) یا بستر نهر (به انگلیسی: stream bed، streambed)، کف یک نهر یا رودخانه، که محدوده فیزیکی جریان عادی آب است. محدوده‌های کناری یا حاشیه‌های کانال به‌عنوان کرانه رودخانه در تمام مراحل به جز زمان سیلاب شناخته می‌شوند. در شرایط خاص یک رودخانه می‌تواند از بستر یک رودخانه به چندین بستر رودخانه‌ای منشعب شود. سیل زمانی رخ می‌دهد که رود از کناره‌های خود سرریز می‌شود و به دشت سیلابی خود می‌ریزد. به عنوان یک قاعده کلی، بستر بخشی از کانال تا خط معمولی آب است و کرانه آن بخش بالاتر از خط آب معمولی است. با این حال، از آنجا که جریان آب متفاوت است، این تمایز منوط به تفسیر محلی است. معمولاً بستر از پوشش گیاهی خشکی دور نگه داشته می‌شود، در حالی که کرانه تنها در طول مراحل غیرمعمول یا شاید نادر با آب زیاد در معرض جریان آب قرار می‌گیرند و بنابراین ممکن است برخی یا بیشتر زمان‌ها از پوشش گیاهی پشتیبانی کنند.